# Timothy Sullivan (Richter)
Timothy Sullivan (* 1874 in Dublin; † 1949) war ein irischer Richter und von 1936 bis 1946 Oberster Richter (Chief Justice) des Supreme Court.

## Biografie
Timothy Sullivan war der Sohn von Timothy Daniel Sullivan, der nicht nur von 1880 bis 1900 Mitglied des britischen Unterhauses (House of Commons), sondern von 1886 bis 1888 auch Oberbürgermeister von Dublin war.
Er selbst studierte nach dem Schulbesuch Rechtswissenschaft und erhielt nach Beendigung des Studiums 1895 die Zulassung als Rechtsanwalt. Zu Beginn des 20. Jahrhunderts engagierte er sich in der nationalistischen Bewegung zur Erreichung der Souveränität vom Vereinigten Königreich.
Nach der Gründung des Irischen Freistaates wurde er 1924 zum ersten Präsidenten des High Court berufen, dem Obersten Zivil- und Strafgericht Irlands. Dieses Amt bekleidete er bis zum Tod von Hugh Kennedy im Dezember 1936. Als dessen Nachfolger wurde er daraufhin zum Chief Justice des Supreme Court berufen und hatte dieses Amt zehn Jahre bis 1946 inne.
Die wichtigste Entscheidung während seiner Amtszeit als Chief Justice war die Bestätigung des Gesetzes zum Schutz des Staates vor Straftaten (Offences Against the State (Amendment) Bill) von 1940, das die präventive, auf unbestimmte Zeit mögliche Internierung von Angehörigen der nunmehr illegalen Irish Republican Army (IRA) einführte.